# 博赛
博赛（法語：Beaussais，法語發音：[bosɛ]）是法国德塞夫勒省的一个旧市镇，属于尼奥尔区。2013年，博赛与市镇维特雷合并为新市镇博赛-维特雷。

## 地理
博赛（46°17'28.0"N, 0°9'6.0"W）面积15.75 平方千米，位于法国新阿基坦大区德塞夫勒省，该省份为法国西部内陆省份，北起曼恩-卢瓦尔省，西接旺代省，南至夏朗德省和滨海夏朗德省，东临维埃纳省。
与博赛接壤的市镇（或旧市镇、城区）包括：拉库阿尔德。

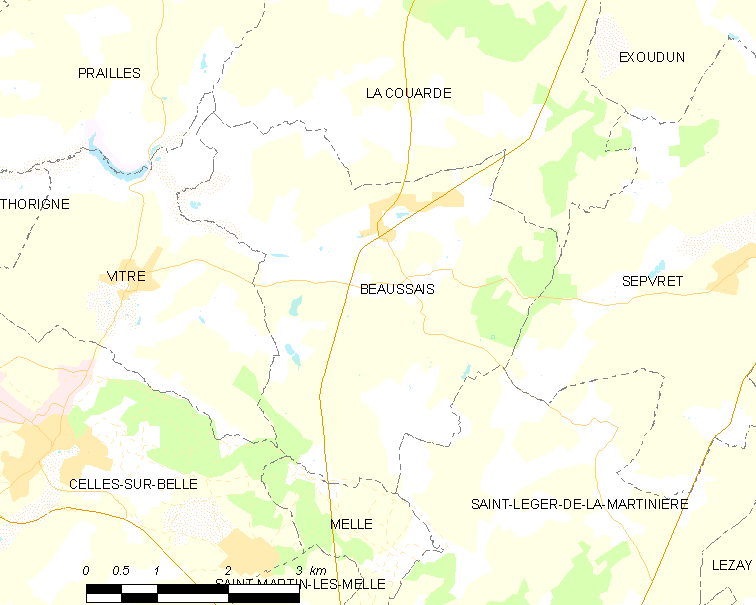
博赛的OSM定位图

博赛的时区为UTC+01:00、UTC+02:00（夏令时）。

## 行政
博赛的邮政编码为79370，INSEE市镇编码为79030。

## 政治
博赛所属的省级选区为贝勒河畔塞勒县。

## 人口

1962-2008年间博赛人口变化图示

博赛于2018年1月1日时的人口数量为440人。